# Home Nations Championship 1888
L'Home Nations Championship 1888 (in gallese Pencampwriaeth Rygbi'r Pedair Gwlad 1888) fu la 6ª edizione del torneo annuale di rugby tra le squadre nazionali di Galles, Inghilterra, Irlanda e Scozia.
Fu un'edizione incompleta perché mancò l'Inghilterra; essa, infatti, in risposta all'istituzione dell'International Rugby Football Board da parte delle altre tre union britanniche, emise una dichiarazione nella quale stabilì che qualsiasi regolamento unificato avrebbe necessitato dell'approvazione della maggioranza dei giocatori (con ciò implicitamente rivendicando il maggior peso nelle decisioni congiunte in ragione della vastità della sua giurisdizione), che in attesa di un accordo sulle regole si sarebbero dovute utilizzare quelle della squadra ospitante e che, in mancanza di queste condizioni minime, non si poteva accettare di giocare incontri internazionali.
Il torneo finì a pari punti, con una vittoria e una sconfitta per ciascuna delle tre squadre superstiti, anche se senza premio finale in palio.
Il valore delle marcature, come stabilito dalla RFU nel 1875, era 1 punto per ogni drop o per ogni calcio piazzato tra i pali a seguito di una meta, che di per sé non dava punti; solo in caso di parità di punti realizzati la discriminante sarebbe stata quella del numero di mete marcate. Nel tabellino degli incontri, laddove sia presente, il numero tra parentesi rappresenta, in caso di parità, il numero di mete segnate da ciascuna squadra.

## Nazionali partecipanti e sedi
| Squadra | Città     | Impianto interno |
| ------- | --------- | ---------------- |
| Galles  | Newport   | Rodney Parade    |
| Irlanda | Dublino   | Lansdowne Road   |
| Scozia  | Edimburgo | Raeburn Place    |

## Risultati
| Arbitro: | Joseph Chambers |

|               |    |  |
| Jenkins-Price | mt |  |

| Arbitro: | Rowland Hill |

|                 |      |  |
| Shanahan Warren | mt   |  |
| Rambaut         | tr   |  |
| Carpendale      | drop |  |

| Arbitro: | J.S. MacLaren |

|          |    |  |
| McFarlan | mt |  |
| Berry    | tr |  |

## Classifica
| Pos | Squadra | G | V | N | P | PF | PS | DP | Pt |
| --- | ------- | - | - | - | - | -- | -- | -- | -- |
| 1   | Irlanda | 2 | 1 | 0 | 1 | 2  | 1  | +1 | 2  |
| 2   | Scozia  | 2 | 1 | 0 | 1 | 1  | 0  | +1 | 2  |
| 3   | Galles  | 2 | 1 | 0 | 1 | 0  | 2  | −2 | 2  |